# Ternana Calcio 1977-1978
Questa voce raccoglie le informazioni riguardanti la Ternana Calcio nelle competizioni ufficiali della stagione 1977-1978.

## Rosa
| N. |                   | Ruolo | Calciatore       |
| -- | ----------------- | ----- | ---------------- |
|    | Italia (bandiera) | P     | Mauro Bianchi    |
|    | Italia (bandiera) | P     | Poerio Mascella  |
|    | Italia (bandiera) | D     | Fabrizio Broggio |
|    | Italia (bandiera) | D     | Silvio Cei       |
|    | Italia (bandiera) | D     | Maurizio Codogno |
|    | Italia (bandiera) | D     | Paolo Ferla      |
|    | Italia (bandiera) | D     | Silvano Gelli    |
|    | Italia (bandiera) | D     | Gabriele Ratti   |
|    | Italia (bandiera) | D     | Piero Volpi      |
|    | Italia (bandiera) | C     | Luciano Aristei  |
|    | Italia (bandiera) | C     | Carmelo Bagnato  |

| N. |                   | Ruolo | Calciatore         |
| -- | ----------------- | ----- | ------------------ |
|    | Italia (bandiera) | C     | Pietro Biagini     |
|    | Italia (bandiera) | C     | Franco Caccia      |
|    | Italia (bandiera) | C     | Roberto Casone     |
|    | Italia (bandiera) | C     | Roberto Ciccotelli |
|    | Italia (bandiera) | A     | Gianni De Rosa     |
|    | Italia (bandiera) | C     | Carmelo La Torre   |
|    | Italia (bandiera) | A     | Maurizio Marchei   |
|    | Italia (bandiera) | A     | Vittorio Martini   |
|    | Italia (bandiera) | A     | Dino Pagliari      |
|    | Italia (bandiera) | A     | Sileno Passalacqua |
|    | Italia (bandiera) | A     | Bruno Zanolla      |

## Risultati

### Serie B

#### Girone di andata
| 11 settembre 1977 1ª giornata | Ternana | 1 – 1 | Cremonese |  |

| 18 settembre 1977 2ª giornata | Catanzaro | 1 – 0 | Ternana |  |

| 25 settembre 1977 3ª giornata | Ternana | 0 – 0 | Sampdoria |  |

| 2 ottobre 1977 4ª giornata | Ascoli | 2 – 0 | Ternana |  |

| 9 ottobre 1977 5ª giornata | Ternana | 1 – 0 | Monza |  |

| 16 ottobre 1977 6ª giornata | Modena | 1 – 2 | Ternana |  |

| 23 ottobre 1977 7ª giornata | Ternana | 0 – 0 | Lecce |  |

| 30 ottobre 1977 8ª giornata | Cesena | 0 – 0 | Ternana |  |

| 6 novembre 1977 9ª giornata | Ternana | 2 – 0 | Avellino |  |

| 13 novembre 1977 10ª giornata | Rimini | 2 – 0 | Ternana |  |

| 20 novembre 1977 11ª giornata | Ternana | 4 – 0 | Pistoiese |  |

| 27 novembre 1977 12ª giornata | Sambenedettese | 1 – 0 | Ternana |  |

| 4 dicembre 1977 13ª giornata | Como | 0 – 1 | Ternana |  |

| 11 dicembre 1977 14ª giornata | Ternana | 1 – 1 | Varese |  |

| 18 dicembre 1977 15ª giornata | Taranto | 1 – 2 | Ternana |  |

| 31 dicembre 1977 16ª giornata | Ternana | 2 – 1 | Palermo |  |

| 8 gennaio 1978 17ª giornata | Bari | 1 – 1 | Ternana |  |

| 15 gennaio 1978 18ª giornata | Brescia | 0 – 0 | Ternana |  |

| 22 gennaio 1978 19ª giornata | Ternana | 0 – 2 | Cagliari |  |

#### Girone di ritorno
| 29 gennaio 1978 20ª giornata | Cremonese | 2 – 1 | Ternana |  |

| 5 febbraio 1978 21ª giornata | Ternana | 2 – 1 | Catanzaro |  |

| 12 febbraio 1978 22ª giornata | Sampdoria | 1 – 1 | Ternana |  |

| 19 febbraio 1978 23ª giornata | Ternana | 1 – 0 | Ascoli |  |

| 26 febbraio 1978 24ª giornata | Monza | 2 – 0 | Ternana |  |

| 5 marzo 1978 25ª giornata | Ternana | 2 – 0 | Modena |  |

| 12 marzo 1978 26ª giornata | Lecce | 1 – 1 | Ternana |  |

| 26 marzo 1978 27ª giornata | Ternana | 0 – 0 | Cesena |  |

| 2 aprile 1978 28ª giornata | Avellino | 0 – 0 | Ternana |  |

| 9 aprile 1978 29ª giornata | Ternana | 0 – 0 | Rimini |  |

| 16 aprile 1978 30ª giornata | Pistoiese | 2 – 1 | Ternana |  |

| 23 aprile 1978 31ª giornata | Ternana | 0 – 1 | Sambenedettese |  |

| 30 aprile 1978 32ª giornata | Ternana | 0 – 0 | Como |  |

| 7 maggio 1978 33ª giornata | Varese | 0 – 1 | Ternana |  |

| 14 maggio 1978 34ª giornata | Ternana | 0 – 0 | Taranto |  |

| 21 maggio 1978 35ª giornata | Palermo | 2 – 1 | Ternana |  |

| 28 maggio 1978 36ª giornata | Ternana | 2 – 0 | Bari |  |

| 4 giugno 1978 37ª giornata | Ternana | 2 – 0 | Brescia |  |

| 11 giugno 1978 38ª giornata | Cagliari | 1 – 2 | Ternana |  |

## Statistiche

### Statistiche di squadra
| Competizione | Punti | In casa | In casa | In casa | In casa | In casa | In casa | In trasferta | In trasferta | In trasferta | In trasferta | In trasferta | In trasferta | Totale | Totale | Totale | Totale | Totale | Totale | DR |
| Competizione | Punti | G       | V       | N       | P       | Gf      | Gs      | G            | V            | N            | P            | Gf           | Gs           | G      | V      | N      | P      | Gf     | Gs     | DR |
| ------------ | ----- | ------- | ------- | ------- | ------- | ------- | ------- | ------------ | ------------ | ------------ | ------------ | ------------ | ------------ | ------ | ------ | ------ | ------ | ------ | ------ | -- |
| Serie B      | 42    | 19      | 9       | 8       | 2       | 20      | 7       | 19           | 5            | 6            | 8            | 14           | 20           | 38     | 14     | 14     | 10     | 34     | 27     | +7 |
| Coppa Italia | 4     | 2       | 2       | 0       | 0       | 3       | 1       | 2            | 0            | 0            | 2            | 1            | 7            | 4      | 2      | 0      | 2      | 4      | 8      | -4 |
| Totale       |       | 21      | 11      | 8       | 2       | 23      | 8       | 21           | 5            | 6            | 10           | 15           | 27           | 42     | 16     | 14     | 12     | 38     | 35     | +3 |

### Statistiche dei giocatori
| Giocatore      | Serie B  | Serie B | Serie B     | Serie B    | Coppa Italia | Coppa Italia | Coppa Italia | Coppa Italia | Totale   | Totale | Totale      | Totale     |
| Giocatore      | Presenze | Reti    | Ammonizioni | Espulsioni | Presenze     | Reti         | Ammonizioni  | Espulsioni   | Presenze | Reti   | Ammonizioni | Espulsioni |
| -------------- | -------- | ------- | ----------- | ---------- | ------------ | ------------ | ------------ | ------------ | -------- | ------ | ----------- | ---------- |
| L. Aristei     | 23       | 1       | ?           | ?          | -            | -            | -            | -            | 23       | 1      | 0+          | 0+         |
| C. Bagnato     | 32       | 4       | ?           | ?          | 4            | 0            | ?            | ?            | 36       | 4      | ?           | ?          |
| P. Biagini     | 34       | 1       | ?           | ?          | 4            | 0            | ?            | ?            | 38       | 1      | ?           | ?          |
| M. Bianchi     | 1        | 0       | ?           | ?          | -            | -            | -            | -            | 1        | 0      | 0+          | 0+         |
| F. Broggio     | 4        | 0       | ?           | ?          | 2            | 0            | ?            | ?            | 6        | 0      | ?           | ?          |
| F. Caccia      | 23       | 1       | ?           | ?          | 4            | 1            | ?            | ?            | 27       | 2      | ?           | ?          |
| R. Casone      | 29       | 4       | ?           | ?          | 4            | 2            | ?            | ?            | 33       | 6      | ?           | ?          |
| S. Cei         | 23       | 0       | ?           | ?          | -            | -            | -            | -            | 23       | 0      | 0+          | 0+         |
| R. Ciccotelli  | 18       | 2       | ?           | ?          | -            | -            | -            | -            | 18       | 2      | 0+          | 0+         |
| M. Codogno     | 21       | 0       | ?           | ?          | -            | -            | -            | -            | 21       | 0      | 0+          | 0+         |
| G. De Rosa     | 13       | 3       | ?           | ?          | 2            | 0            | ?            | ?            | 15       | 3      | ?           | ?          |
| P. Ferla       | 3        | 0       | ?           | ?          | -            | -            | -            | -            | 3        | 0      | 0+          | 0+         |
| S. Gelli       | 35       | 1       | ?           | ?          | 3            | 0            | ?            | ?            | 38       | 1      | ?           | ?          |
| C. La Torre    | 32       | 5       | ?           | ?          | 4            | 1            | ?            | ?            | 36       | 6      | ?           | ?          |
| M. Marchei     | 16       | 2       | ?           | ?          | 2            | 0            | ?            | ?            | 18       | 2      | ?           | ?          |
| V. Martini     | 4        | 0       | ?           | ?          | -            | -            | -            | -            | 4        | 0      | 0+          | 0+         |
| P. Mascella    | 38       | -27     | ?           | ?          | 4            | -8           | ?            | ?            | 42       | -35    | ?           | ?          |
| D. Pagliari    | 18       | 5       | ?           | ?          | 4            | 0            | ?            | ?            | 22       | 5      | ?           | ?          |
| S. Passalacqua | 25       | 3       | ?           | ?          | 4            | 0            | ?            | ?            | 29       | 3      | ?           | ?          |
| G. Ratti       | 22       | 0       | ?           | ?          | 4            | 0            | ?            | ?            | 26       | 0      | ?           | ?          |
| P. Volpi       | 35       | 1       | ?           | ?          | 4            | 0            | ?            | ?            | 39       | 1      | ?           | ?          |
| B. Zanolla     | 5        | 0       | ?           | ?          | 3            | 0            | ?            | ?            | 8        | 0      | ?           | ?          |